# Beset
Beset – bogini w mitologii egipskiej, żeński odpowiednik boga Besa, od czasów ptolemejskich uznawana za jego małżonkę (o imieniu w żeńskiej wersji).
Znane są jej wizerunki z I i II tysiąclecia p.n.e. Przedstawiają one postać bardzo zbliżoną wyglądem do Besa, nagą, brzydką, ze szpotawymi nogami i  pióropuszem ze strusich piór na głowie.
Jej wizerunki znaleziono m.in. w nekropolii w Sakkarze i kuszyckiej świątyni w Kawie koło Dongoli w północnym Sudanie.